# برونو فاتوری
برونو فاتوری (ایتالیایی: Bruno Fattori; ۳۱ مارس ۱۸۹۱ – ۱۵ اکتبر ۱۹۸۵) شاعر اهل ایتالیا بود.
از افتخارات وی میتوان به کسب مدال نقره اشعار غنایی در بخش مسابقات هنری بازی‌های المپیک تابستانی ۱۹۳۶ اشاره کرد.